# Мирко Шошић
Мирко Шошић (Сарајево, 9. јун 1935) српски је љекар, професор хирургије на Медицинском факултету Универзитета у Источном Сарајеву, те члан Академије наука и умјетности Републике Српске.

## Биографија
Рођен је 1935. у Сарајеву. Био је професор на Медицинском факултету у Сарајева до 1992, након чега напушта Сарајево. Од 4. априла 1992. до 30. јуна 1996. је био љекар у ратној болници „Коран“ на Палама у Српском Сарајеву, гдје је лијечио цивилне и војне рањенике. Професор је хирургије на Медицинском факултету Универзитета у Источном Сарајеву, и бивши професор Факултета физичког васпитања и спорта Универзитета у Источном Сарајеву. Дописни члан Академије наука и умјетности Републике Српске је постао 27. јуна 1997, а редовни 21. јуна 2004. године.
Шошић је рекао да је захвалан Јени Лигтенберг, апотекарки и хуманисти из Холандије која је добровољно дошла на Пале 1993. године и остала све до краја рата. Она је организаовала велики број  донација у виду лијекова и у виду медицинског материјала.
Добитник је Сребрне плакете града Источно Сарајево (2014), плакета Медицинског факултета у Фочи (2016), и Универзитета у Источном Сарајеву (2018), и бројних других признања и награда.

## Дјела
Објавио је преко 60 научних радова и десетак књига.
- Шошић Мирко: Спортска физиологија, ЗУНС, Источно Сарајево (2006)
- Шошић Мирко; Ждрале Славко: Спортска медицина, ЗУНС, Источно Сарајево (2005)
- Шошић Мирко; Грудна хирургија и повреде грудног коша, АНУРС, Бања Лука (2011)